# رجینالد دایر
رجینالد ادوارد هری دایر(اختصاری رجینالد دایر) (انگلیسی: Reginald Dyer; ۹ اکتبر ۱۸۶۴ – ۲۳ ژوئیهٔ ۱۹۲۷) فرد نظامی اهل بریتانیا بود. وی همچنین برندهٔ جوایزی همچون نشان حمام شده‌است.